# Миза Охту
Миза Охту (ест. Ohtu mõis, нім. Ocht) — колишній дворянський маєток знаходиться на півночі Естонії в волості Харк повіту Харьюмаа.

## Історія
Миза Охту було засновано в 1620 р. Першими власниками мизи була сім'я фон Данненфельдів (von Dannenfeld). 

На початку XVIII століття миза належала Роберту Йохану Врангелю (Rötgert Johann Wrangell), від якого в 1720 році вона перейшла Отто Вільгельму фон Харпе (Otto Wilhelm von Harpe). 

У 1760-тих мизу придбав Крістоф Генріх фон Курзель (Christoph Heinrich von Kursell). 

У 1793 році мизу придбала родина Майєндорфів, у чиєму володіння вона і залишалася до націоналізації 1919 р.

## Архітектура

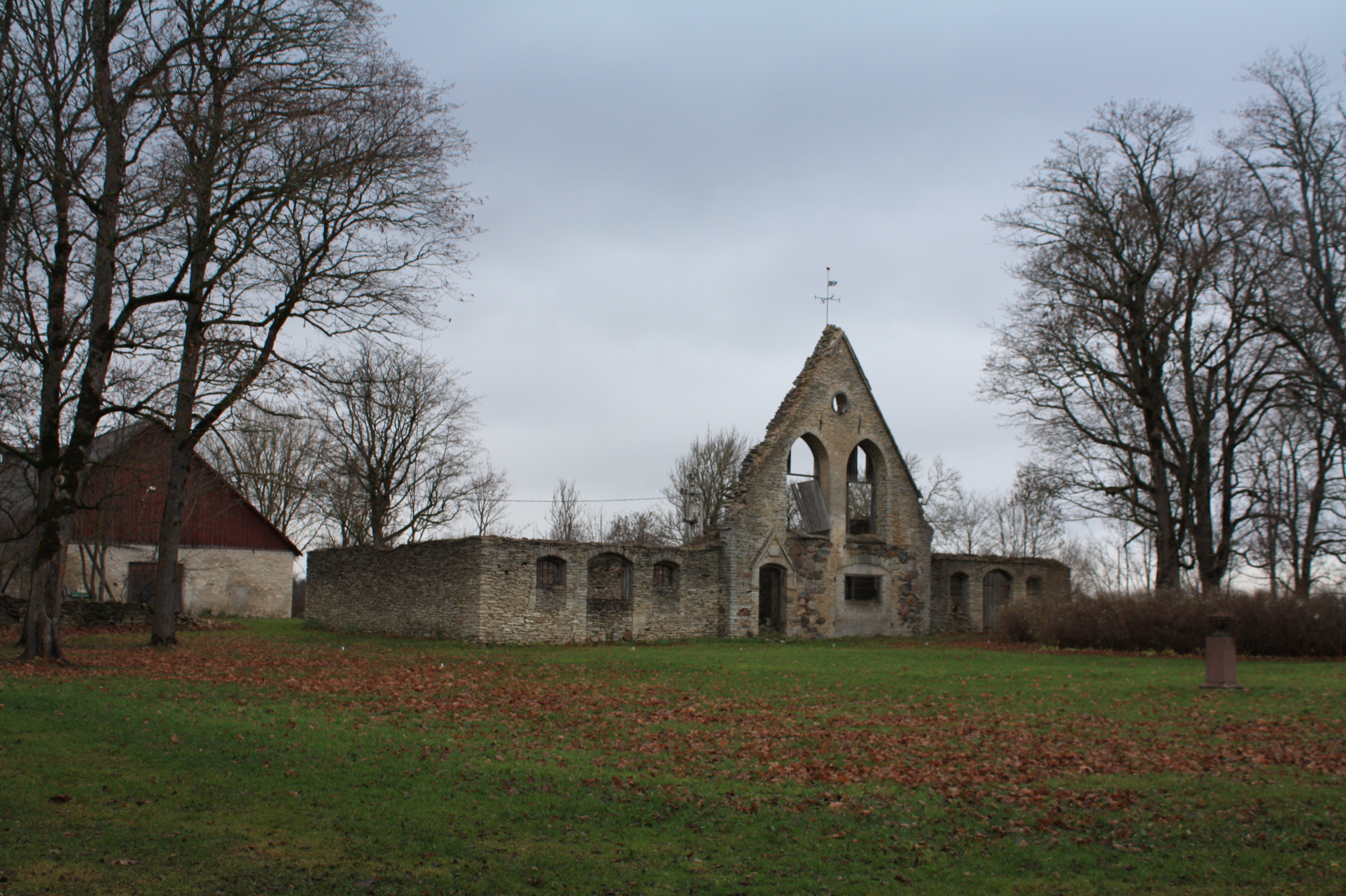
Руїни неоготичної стайні

Крістоф Генріх фон Курсель був першим, хто почав відбудовувати представницький садибний комплекс у мизі Охту. У центрі садиби було побудовано гарну двоповерхову барокову будівлю. Центральну частину шириною в три вікна вінчає трикутний фронтон. Барочне враження підкреслює також як високий дах, так і вікна в дрібненьку решітку

## Додаткові споруди
В XIX столітті звели чи перебудували більшість додаткових споруд. З них найкрасивішою була перебудована в 1888 р. стайня-каретна з неоготичним фронтоном, що знаходиться у під'їзного кола, з флюгером.

## Сучасний стан
Після націоналізації в мизу переїхала школа, яка діяла там до 1974 р., після чого її закрили. Пізніше будівля стояла порожня і поступово руйнувалася. В 1990-х роках було зроблено першу спробу реставрувати будівлю, але тоді було украдено тільки-но встановлений дах з міді. Пізніше будівля перейшла у приватне володіння і була частково реставрована здебільшого в 2002–2004 рр.
З додаткових споруд в первозданному вигляді збереглася будівля керуючого. Сарай і стайня-каретна на даний момент перебувають у руїнах.

## Приход
Згідно з історичним адміністративним поділом, миза Охту відноситься до Кейласького приходу (ест. Keila kihelkond, нім. Kirchspiel Kegel).

## Ресурси Інтернета
- Ohtu Mõisa koduleht [Архівовано 29 липня 2012 у Wayback Machine.]
- Ohtu mõis portaalis «Eesti mõisad» [Архівовано 22 березня 2012 у Wayback Machine.]